# Pedro I de Portugal
D. Pedro I (Coimbra, 18 de abril de 1320 – Estremoz, 18 de janeiro de 1367), apelidado de o Justiceiro ou o Cruel, foi o Rei de Portugal e Algarves de 1357 até à sua morte. Era filho do rei Afonso IV e sua esposa Beatriz de Castela.
Ficou conhecido pela atenção dada à justiça e pelo desvario por Inês de Castro, com quem viveu na Quinta das Lágrimas, em Coimbra.

## Vida
O Infante D. Pedro nasceu na cidade de Coimbra, a 18 de Abril de 1320 (Cronologia dos Reis de Portugal - Casa Real Portuguesa), filho do então infante D. Afonso e Beatriz de Castela. Pedro foi o quarto filho de um total de sete, três mulheres e quatro varões: D. Maria, D. Afonso, D. Dinis, ele próprio, D. Isabel, D. João, e D. Leonor. Destes, mais de metade cedo morre (D. Afonso nado-morto; D. Dinis, D. Isabel, e D. João na sua infância). Por este motivo, D. Pedro, não sendo primogénito, torna-se herdeiro do pai e vem a suceder-lhe no trono, em 1357.

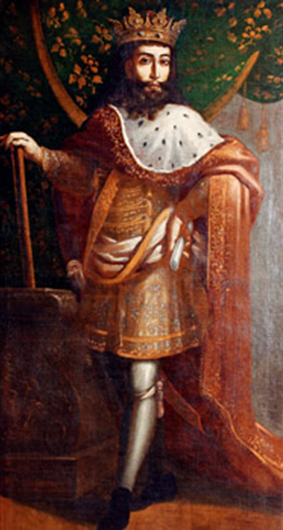
O rei D. Pedro I de Portugal

Dos seus primeiros anos de vida, pouco se sabe. Conhecem-se, todavia, através de fontes escritas, a sua ama, D. Leonor; o aio e mordomo-mor Lopo Fernandes Pacheco; o guarda, Domingos Anes; o reposteiro-mor, Gonçalo Lobato; e os reposteiros, Afonso Domingues e Afonso Esteves. É também sabido que, por volta dos seus quinze anos, em 1335, já tinha casa. Os cronistas fazem menção a um defeito de gaguez e ainda, no foro psíquico, "paixões exaltadas e violentas, cóleras explosivas, perversões várias"; é igualmente caracterizado como um amante da festa e da música, cantando e dançando por Lisboa ao som de "longas" com os populares.
D. Pedro é conhecido pela sua relação com Inês de Castro, a aia galega da sua mulher Constança Manuel. O rei Afonso IV temia a influência da família Castro à qual pertencia a amante de Pedro. Inês acabou assassinada por ordens do rei a 7 de Janeiro de 1355, mas isto não trouxe Pedro de volta à influência paterna. Contrariamente, durante alguns meses, Pedro revoltou-se contra o pai; apoiado pela nobreza de Entre Douro e Minho e pelos irmãos de Inês. A paz veio por vontade declarada do povo e perdoaram-se mútuas ofensas.
Acerca do temperamento deste soberano, o cronista Fernão Lopes dedicou um capítulo que intitulou "Como El-Rei mandou capar um seu escudeiro porque dormia com uma mulher casada", permitindo entrever que o gesto teria sido motivado por ciúmes do monarca por seu escudeiro, de nome Afonso Madeira. Madeira é descrito como um grande cavalgador, caçador, lutador e ágil acrobata, e regista: "Pelas suas qualidades, El-Rei amava-o muito e fazia-lhe generosas mercês." O escudeiro, entretanto, apaixonou-se por Catarina Tosse, esposa do Corregedor, descrita como "briosa, louçã e muito elegante, de graciosas prendas e boa sociedade". Para se aproximar dela, Madeira fez-se amigo do Corregedor, seduzindo-a e consumando a traição. O soberano, entretanto, tudo descobriu e não perdoou Madeira, castigando-o brutalmente. O cronista insiste no afeto do soberano, referindo enigmaticamente: "Como quer que o Rei muito amasse o escudeiro, mais do que se deve aqui dizer (...)", mas regista que D. Pedro mandou "cortar-lhe aqueles membros que os homens em maior apreço têm". O escudeiro recebeu assistência e sobreviveu, mas "engrossou nas pernas e no corpo e viveu alguns anos com o rosto engelhado e sem barba".
Segundo a crónica de Fernão Lopes, o rei D.Pedro I era gago e tinha crises de epilepsia. Também está documentado nesta crónica que o rei teve outra paixão além de Inês de Castro, neste caso, por um escudeiro chamado Afonso Madeira, que segundo o próprio Fernão Lopes, "amava mais do que se deve aqui dizer". 

## Casamento
Esteve para casar com Branca de Castela, mas dada a sua debilidade e incapacidade, o casamento não se chegou a realizar.
Mais tarde, em 1336, casou-se por procuração com Constança Manuel, filha de nobre família castelhana, tendo as bodas entre ambos sido realizadas em Lisboa em agosto de 1340.
A recusa do rei de Castela, primo de Pedro, em deixar a noiva sair do seu reino, desencadeou um conflito (1336-1339) entre Afonso IV e o sobrinho e genro: Afonso XI de Castela.
Após uma ameaça de invasão moura, os reis fazem as pazes e reúnem-se para lutar contra o invasor na batalha do Salado.

## Reinado
Aclamado rei em 1357, Pedro anunciou em Cantanhede, em junho de 1360, o casamento com Inês, realizado em segredo antes da sua morte, sendo sua intenção a ver lembrada como Rainha de Portugal. A promessa de perdão aos responsáveis pela morte de Inês foi esquecida; este facto baseia-se apenas na palavra do rei, uma vez que não existem registos de tal união. Dois assassinos de Inês foram capturados e executados (Pêro Coelho e Álvaro Gonçalves) com uma brutalidade tal (a um foi arrancado o coração pelo peito, e a outro pelas costas), que lhe valeram os epítetos supra mencionados.

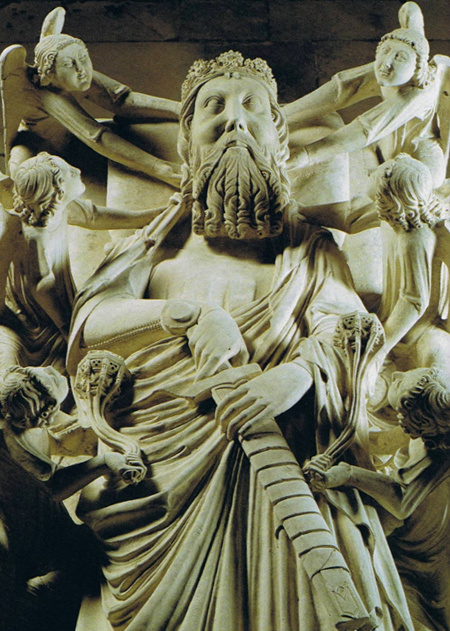
Efígie do túmulo do rei Pedro I de Portugal.

Conta também a tradição que Pedro teria feito desenterrar o corpo da amada, coroando-a como Rainha de Portugal, e obrigando os nobres a procederem à cerimónia do beija-mão real ao cadáver, sob pena de morte. Em seguida ordenou a execução de dois túmulos (verdadeiras obras-primas da escultura gótica em Portugal), os quais foram colocados no transepto da igreja do Mosteiro de Alcobaça, para que, no dia do Juízo Final, os eternos amantes, então ressuscitados, de imediato se vejam. O corpo de Inês foi transladado, num cortejo digno de rainha. Foi este facto que contribuiu para a lenda de que depois de morta foi rainha, de origem erudita, passando para a camada popular.

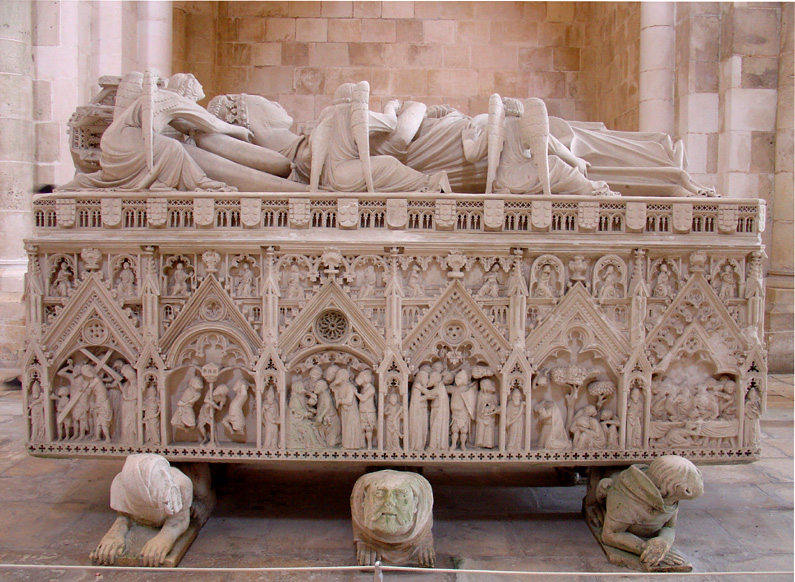
Túmulo de Inês de Castro.

Como rei, Pedro revelou-se bom administrador, corajoso na defesa do país contra a influência papal (foi ele que promulgou o famoso Beneplácito Régio, que impedia a livre circulação de documentos eclesiásticos no país sem a sua autorização expressa) e foi justo na defesa das camadas menos favorecidas da população. Aplicava a justiça com brutalidade, de forma «democrática», punindo exemplarmente sem olhar a quem. Para não atrasar a aplicação das sentenças, puniu com pena de morte a prática da advocacia, isto levou a protestos nas cortes de 1361. Pouco fez para refrear o poder da nobreza, mas esta temia o rei.
Na política externa, Pedro ajudou seu sobrinho, Pedro,  o rei de Castela, na guerra contra o meio-irmão.

A sua relação com o clero foi algo conflituosa, em relação à nobreza foi magnânimo. Deu o título de conde de Barcelos a João Afonso Telo com direito hereditário e deu terras aos filhos de Inês. A Ordem de Avis entregou-a a seu filho, João, futuro rei. Dava início à nacionalização das Ordens Militares.

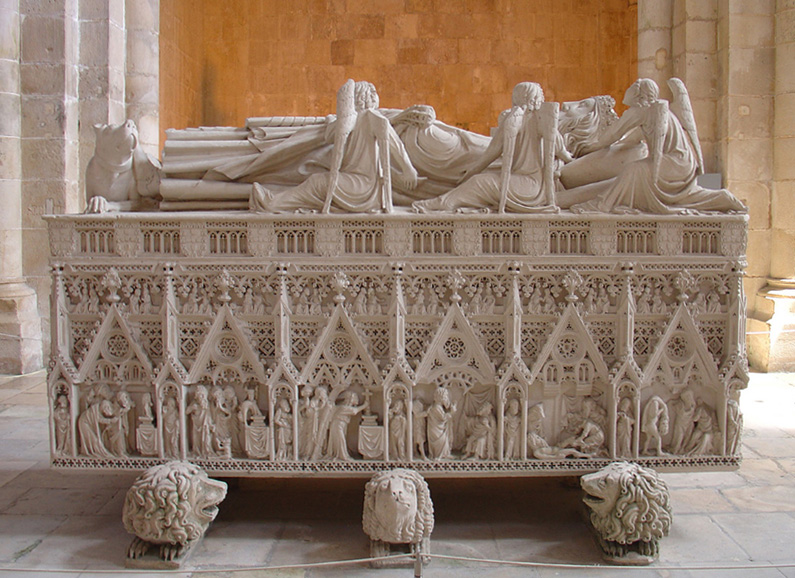
Túmulo de D. Pedro I

A forma como exerceu a justiça, parece-nos hoje cruel, mas era costume naqueles tempos difíceis. Diz-se que mandou servir um banquete enquanto assistia à execução de Pêro Coelho e Álvaro Gonçalves. Gostava mais de ser algoz de que juiz, como atestam algumas sentenças que proferiu.
Perto do fim de vida, perdoou Diogo Lopes Pacheco, um dos três responsáveis pela morte de Inês que conseguiu escapar.
D. Pedro reinou durante dez anos, sendo tão popular ao ponto de Fernão Lopes escrever "que taes dez annos nunca houve em Portugal como estes que reinara el Rei Dom Pedro". O seu reinado foi o único no século XIV sem guerra e marcado com prosperidade financeira, daí ficar na memória como um bom reinado. Para Fernão Lopes foi o avô da dinastia de Avis.
Jaz no Mosteiro de Santa Maria de Alcobaça.

## Títulos, estilos, e honrarias

### Títulos e estilos
- 18 de Abril de 1320 – 28 de Maio de 1357: "o Infante Pedro de Portugal"
- 28 de Maio de 1357 – 18 de Janeiro de 1367: "Sua Mercê, o Rei"

O estilo oficial de D. Pedro I enquanto rei era: "Pela Graça de Deus, Pedro I, Rei de Portugal e do Algarve"

## Descendência
Com sua primeira mulher, Constança Manuel, filha de D. João Manuel de Castela, teve os seguintes filhos:
- D. Maria, infanta de Portugal (1342-1377), casada com Fernando de Aragão, marquês de Tortosa;
- D. Luís, infante de Portugal (1344);[16]
- D. Fernando I (1345-1383), rei de Portugal (1367-1383);
- Uma possível filha, nascida em 1349 e falecida pouco depois.[17]

Do seu segundo casamento, com Inês de Castro, filha de D. Pedro Fernandes de Castro, nasceram:
- D. Afonso, infante de Portugal (1346);
- D. Beatriz, infanta de Portugal (1347-1381), casada com Sancho de Castela, conde de Alburquerque;
- D. João, infante de Portugal (1349-1397);
- D. Dinis, infante de Portugal (1354-1403).

De Teresa Lourenço:
- D. João I (1357-1433), rei de Portugal (1385-1433).